# Атшабар
Атшабар (тюрк.) — должность в Историческом Казахстане — вестовой, курьер, сообщающий народу распоряжения его правителей. Иногда термин применяется как синоним конной скачки, байги. В 19 в. российская администрация нанимала атшабаров из числа казахов для доставки почты. Советский казахский писатель Мухтар Магауин из плеяды казахских писателей-шестидесятников в романе «Гибель борзого» ввел образ атбашара и определил эту должность как «помощник-посыльный разных должностных лиц в дореволюционном Казахстане (после присоединения к России)» (С. 12, примечание 2).
Е. Н. Жанпеисов (1989: 207) относит понятие к этнокультурной лексике казахского языка.

## В антропонимии казахского народа
Гульнара Ильясовна Кульдеева (2001: 120) указывает, что от Атшабар в значении «гонец» происходит (русифицированная) фамилия Атшабаров. Также существует фамилия без оформления русским суффиксом -ов: Атшабар. Среди известных носителей: Атшабар Бакыт Бахияулы (род. 26 апреля 1952 года) — директор Казахского противочумного научно-исследовательского института. Доктор медицинских наук.

## Значение слова
КНЭ объясняет его происхождение от двух слов «ат» (конь) и «шабар» (от «шабу» — скачки, бега).